# Alsejevszki járás
Az Alsejevszki járás (oroszul: Альшеевский район), baskír nyelven Әлшәй районы) Oroszország egyik járása a Baskír Köztársaságban. Székhelye Rajevszkij falu.

## Népesség
- 1970-ben 81 946 lakosa volt, melyből 23 716 tatár (36,3%), 13 965 baskír (22,5%).
- 1989-ben 46 690 lakosa volt, melyből 18 927 tatár (40,5%), 12 364 baskír (26,5%).
- 2002-ben 48 398 lakosa volt, melyből 17 930 baskír (37,05%), 16 290 tatár (33,66%), 10 661 orosz (22,03%), 1774 ukrán, 952 csuvas.
- 2010-ben 43 647 lakosa volt, melyből 17 001 baskír (39,3%), 14 030 tatár (32,4%), 9 811 orosz (22,7%), 1 087 ukrán, 674 csuvas, 97 mordvin, 53 fehérorosz, 39 mari, 20 udmurt.

| Lakosok száma | 71 230 | 61 946 | 47 500 | 43 893 | 43 647 | 41 551 | 39 880 | 38 874 | 37 615 | 36 799 |
|               | 1939   | 1970   | 1989   | 2008   | 2010   | 2013   | 2015   | 2017   | 2019   | 2021   |